# Ditte
Ditte är en dansk smeknamnsform av det ursprungligen engelska kvinnonamnet Edit. Det kan även vara ett smeknamn för det grekiska namnet Dorotea. Det äldsta belägget i Sverige är från år 1948. En annan variant av namnet är Ditten.
Den 31 december 2014 fanns det totalt 433 kvinnor folkbokförda i Sverige med namnet Ditte, varav 304 bar det som tilltalsnamn.
Namnsdag saknas.

## Personer med namnet Ditte
- Ditte Cederstrand, dansk författare